# Берни Еклстон
Бернард Чарлс „Берни“ Еклстон (енгл. Bernard Charles "Bernie" Ecclestone; Бангеј, 28. октобар 1930) је генерални директор компанија „Формула 1 руководство“ и „Формула 1 управа“. Сматра се главним ауторитетом формуле 1 и ословљава као "F1 Supremo".

## Биографија
Рођен је 28. октобра 1930. године у малом месту у источној Енглеској.

## Спортска каријера
Берни је након Другог светског рата основао компанију која је трговала мотоциклима. Своју тркачку каријеру је почео је у Формули 3. Након свега неколико одвезених трка и инцидента када је његов болид завршио крај стазе, 1951. је одустао од трка. До 1957. године се углавном бавио некретнинама, али се тада враћа мото-спорту. Купио је тим Конот који је учествовао у тркама од 1952. до 1959. године. Током 1958. и сам Берни је возио за тим.
Еклстон је остао у пословима власништва формула 1 тимова све док се није значајно укључио у послове управљања формулом 1. Године 1978. је постао генерални директор Удружења конструктора формуле 1 енгл. Formula One Constructors' Association - FOCA. Главни сарадник му је тада био Макс Мозли, вишегодишњи генерални директор ФИА.
Најзначајније питање којим су се они тада бавили је било питање права на телевизијске преносе формуле 1. Тада је Еклстон осигурао својој компанији ФОПА значајан удео у том колачу. Заузврат, ФОПА је обезбедила новац за Велику награду. Већину тих права сада контролише СЛЕК холдинг, чији су већински власници Берни и његова супруга Славица Еклстон, по чијим је иницијалима компанија и добила име.

## Приватни живот
Бернијева бивша супруга Славица Еклстон рођена је у Ријеци као Славица Радић, а порекло вуче из Маглајана код Лакташа. Имају ћерке Тамару и Петру. После 24 године брака развели су се марта 2009. године. Године 1997. био је укључен у контроверзне приче поводом донације британској Лабуристичкој партији од милион фунти.
Након те донације британска Влада је дозволила дуванске спонзоре у формули 1. Године 1999. Берни је био подвргнут операцији на срцу и уграђена му је срчана премосница. 2003. године Берни је био трећи најбогатији Британац са богатством од око 2,4 милијарде фунти. 1. септембра 2007. објављено је да су Берни Еклстон и Флавио Бријаторе купили лондонски фудбалски клуб Квинс Парк Ренџерс.